# علی اسپهبدی
عبدالعلی اسپهبدی معروف به علی اسپهبدی (زاده ۱۳۱۸ مشهد) وزیر کار و امور اجتماعی در چهارمین ترمیم کابینه دولت موقت بود. اسپهبدی باجناغ عبدالرضا نیک بین رودسری از بنیان‌گذاران اولیه سازمان مجاهدین خلق می‌باشد.

## زندگی و فعالیتِ سیاسی
اسپهبدی از اعضا و فعالان انجمن‌های اسلامی دانشجویان، انجمن اسلامی مهندسین در دهه سی بود. او در دهه چهل در جلسات انجمن‌های اسلامی به همراه جلال الدین فارسی حاضر شده و در مراسم‌های مذهبی انجمن‌های اسلامی دانشجویان سخنرانی می‌کرد.
اسپهبدی فعالیت‌های سیاسی خود را در نهضت آزادی ادامه داده و در کنگره ۱۳۵۸ نهضت آزادی به عضویت در شورای مرکزی انتخاب می‌شود او در ترمیم کابینه دولت موقت به‌جای داریوش فروهر به سمت وزیر کار وامور اجتماعی انتخاب شد و حکم او به این سمت را روح‌الله خمینی پس از تأیید در شورای انقلاب و هیئت دولت صادر کرد. پس از انتخاب حسن حبیبی به عنوان کاندیدای نهضت آزادی در اولین انتخابات ریاست جمهوری او به همراه سایر اعضای نهضت آزادی در ستاد حسن حبیبی فعالیت کردند. در این ستاد انتخاباتی هاشم صباغیان مسئول ستاد و محمدحسین بنی‌اسدی، علی اسپهبدی و.. از اعضای اصلی محسوب می‌شدند. پس از تأیید گروگان‌گیری سفارت آمریکا توسط حبیبی در اعتراض به این موضوع از ستاد او خارج شدند.
او به همراه عزت‌الله سحابی، فریدون سحابی، حسن عرب‌زاده، حسن حبیبی، انسیه مفیدی (همسر عباس شیبانی)، علی دانش‌منفرد، محمد بسته‌نگار، محمدعلی رجایی، محمدمهدی جعفری، مجتبی عرب‌زاده، همایون یاقوت‌فام، مهدی نواب از افرادی بودند که از نهضت آزادی در سال ۱۳۵۸ انشعاب کردند.

## حکم انتصاب علی اسپهبدی به وزارت کار و امور اجتماعی
زمان: ۸ مهر ۱۳۵۸ / ۸ ذی‌القعده ۱۳۹۹
بسمه تعالی
جناب آقای دکتر عبدالعلی اسپهبدی
طبق پیشنهاد نخست‌وزیر دولت موقت و تصویب کلی شورای انقلاب نسبت به هیئت وزیران، جنابعالی به سمت وزیر کار و امور اجتماعی منصوب می‌شوید. از خداوند متعال توفیق دولت موقت و جنابعالی را در ایفای وظایفی که عهده‌دار شده‌اید و جلب رضای ذات مقدسش را خواهانم.
روح‌الله الموسوی الخمینی.

## ترجمه و تألیف
1. تاریخ خاورمیانه - ۲ جلد (پیتر منسفیلد) ترجمه - شرکت انتشارات علمی و فرهنگی - 1385- 1388[۹][۱۰]
2. امپراتوری عثمانی - (خلیل اینالجیق)- ترجمه[۱۱]
3. اقتصاد ما یا مکتب اقتصادی اسلام (اقتصادنا- محمّد باقر صدر عاملی)- انتشارات اسلامی وابسته به جامعه مدرسین حوزه علمیه قم - ترجمه
4. فتوت نامه (الفتوة)- (ابن معمار حنبلی بغدادی-قرن ۷)-ترجمه - انتشارات صمدیه (شامل مقدمه دکتر مصطفی جواد)